# Barrancas (Santa Rita)
Barrancas es una población del municipio Santa Rita en el estado Zulia (Venezuela). Pertenece a la parroquia José Cenobio Urribarrí.

## Origen etimológico
Barrancas recibe su nombre del acantilado ubicado a orillas del lago de Maracaibo en la población.

## Ubicación
Barrancas se encuentra entre las poblaciones de Palmarejo al norte, Santa Rita al sur, el lago de Maracaibo al oeste y una sabana al este.

## Zona residencial
Barrancas está ubicada al norte de la península de Santa Rita, y al norte de la empresa petroquímica PRALCA. Su calle principal es la Av Pedro Lucas Urribarri, también tiene algunas calles.

## Actividad económica
Los habitantes de Barrancas practican la pesca artesanal con un muelle justo al sur del puente sobre el lago de Maracaibo.
La empresa petroquímica PRALCA que procesa derivados del petróleo se encuentra en esta localidad.

## Vialidad y Transporte
Barracas es la intersección de algunas de las vías más importantes del Zulia, estando allí el distribuidor del Puente Rafael Urdaneta hacia la Av Pedro Lucas Urribarri, hacia los Puertos de Altagracia y hacia las carreteras Falcón - Zulia y Lara - Zulia, sin embargo algunos sectores del pueblo en sí no tienen asfaltado.
Por las vías antes citadas pasan las líneas que unen al estado Zulia con los estados Falcón y Lara y las que llevan a Maracaibo, Los Puertos de Altagracia y la Costa Oriental del Lago de Maracaibo.

## Sitios de Referencia
- PRALCA.
- Estadio de Béisbol Angel Bravo
- Iglesia Virgen del Carmen
- Punta Camacho
- Repuestos El Pariente
- Escuela Primaria Santiago Aguerrevere

## Ventajas Deportivas
- Tiene alrededor de 4 Canchas De Futsal/Basket. Destaca: La Cancha De La Urbanización Villa Rita.
- Tiene Alrededor de 2 Estadios de Fútbol. Destaca: Estadio Del Club Junior De El Caño F.C.
- Tiene Alrededor de 2 Estadios de Béisbol. Destaca: Estadio Angel Bravo

- Datos: Q5719933